# Cottus microstomus
Cottus microstomus är en fiskart som beskrevs av Heckel, 1837. Cottus microstomus ingår i släktet Cottus och familjen simpor. IUCN kategoriserar arten globalt som livskraftig. Inga underarter finns listade i Catalogue of Life.